# Oswego, Illinois
Oswego är en ort (village) i Kendall County, i delstaten Illinois, USA. Enligt United States Census Bureau har orten en folkmängd på 30 856 invånare (2011) och en landarea på 40,2 km².